# Sân bay Isla de Cedros
Sân bay Isla de Cedros (IATA: CDI, ICAO: MMCD) là một sân bay nằm 6 dặm phía nam của Cedros, Baja California, México, thị xã lớn nhất Isla de Cedros, với hòn đảo lớn nhất Mê-hi-cô ở Thái Bình Dương. Sân bay này có 1 đường băng dài 1420 m rải asphalt, phục vụ các thị xã trên đảo (Cedros, El Morro, San Agustín y La Colorada).

## Các hãng hàng không
- Aéreo Servicio Guerrero (Ensenada, Guerrero Negro)
- Aeroservicios California Pacífico (Ensenada)

## Các hãng trước đây
- Aero Cedros (Ensenada, Guerrero Negro)